# ثري دي- كوت
ثري دي-كوت (بالإنجليزية: 3D-Coat)‏ هو برنامج للنحت الرقمي من شركة بيلج وي ويهدف إلى تكوين وتصميم مجسمات حرة الهيئة من الصفر سواءً كانت هذه المجسمات ثلاثية الأبعاد عضويةً (كالشخصيات البشرية ونحوها)  أوكانت مجسمات ذات معدن صلب.  يتمتع البرنامج بالأدوات التي تمكن المستخدمين من النحت، إضافة طوبولوجيا مضلعة (آليا أو يدويا)، إنشاء خرائط اليو-في (آليا أو يدويا), وإكساء المجسمات الناتجة بأدوات الطلاء الطبيعية المتوفرة مع أدوات الرسم، وأيضاً تصيير أو إخراج صور ثابتة أو أفلام متحركة «دوارة».
ثري دي-كوت هو تطبيق يحتوي على جميع الأدوات التي تحتاج إلى تحويل فكرتك ثلاثية الأبعاد من كتلة صلصال رقمية وصولاً إلى مجسم (عضوي أو صلب) جاهز تماماً في خط الإنتاج ومحكم الإكساء. اليوم يتوفر برنامج ثري دي-كوت للتعلم في أكثر 170+ من الجامعات والمدارس في جميع أنحاء العالم.
البرنامج يمكن أيضا أن يُستخدم لتعديل نماذج ثلاثية الأبعاد مستوردة من عدد من البرامج ثلاثية الأبعاد التجارية الأخرى عن طريق مقبس إضافي يسمى آب لينكس (بالإنجليزية: Applinks)‏. يمكن تحويل هذي النماذج المستوردة  إلى أجسام فوكسل للمزيد من الصقل وإضافة تفاصيل عالية الدقة، فرد خرائط الـيو-في وإعادة إسقاطها، وكذلك إضافة خرائط نقش إزاحة،  أو نتوءات، أو لمعان وأيضاً خرائط للون. يمكن تأسيس اتصال بالبرنامج المختار ثلاثي الأبعاد الخارجي من خلال آب لينك مما يتيح نقل معلومات المجسم الناتج وأيضا معلومات الإكساء الخاصة به.
يعتبر البرنامج متخصص في النحت بطريقة فوكسل و أيضاً النحت المضلع (باستخدام تقنية تغطية الرقعة ديناميكياً وادوات النحت المضلع).  في الإصدار الأخير، يمكن للمستخدمين زيادة الإنتاجية باستخدام إعادة الطوبوغريافيا-الآلية، وهي خوارزمية تغليف مملوكة للبرنامج. تعمل بدون الحاجة للكثير من جهد إدخال من المستخدم، هذه التكنولوجيا تولد تغليف دقيق وفاعل للجسم الشبكي لأي منحوتة فوكسل (التي تتألف أساسا من مسطحات رباعية)، والذي يعتبر المعيار الذي يستخدم على نطاق واسع في  استوديوهات الإنتاج ثلاثية الأبعاد. عادة هذا النوع من الطوبولوجيا متعددة الأضلاع تنتج يدوياً ولكن بشق الأنفس.

## وصلات خارجية
- موقع 3D-Coat